# Ciència post-normal

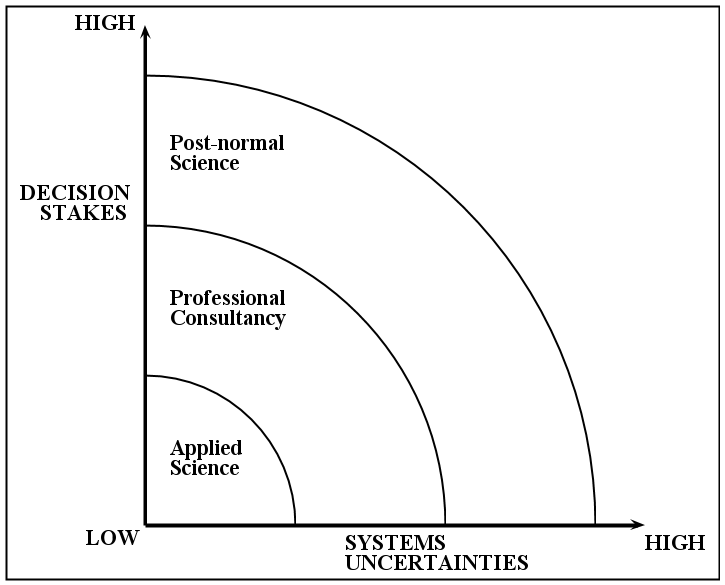
Esquema de la ciència postnormal

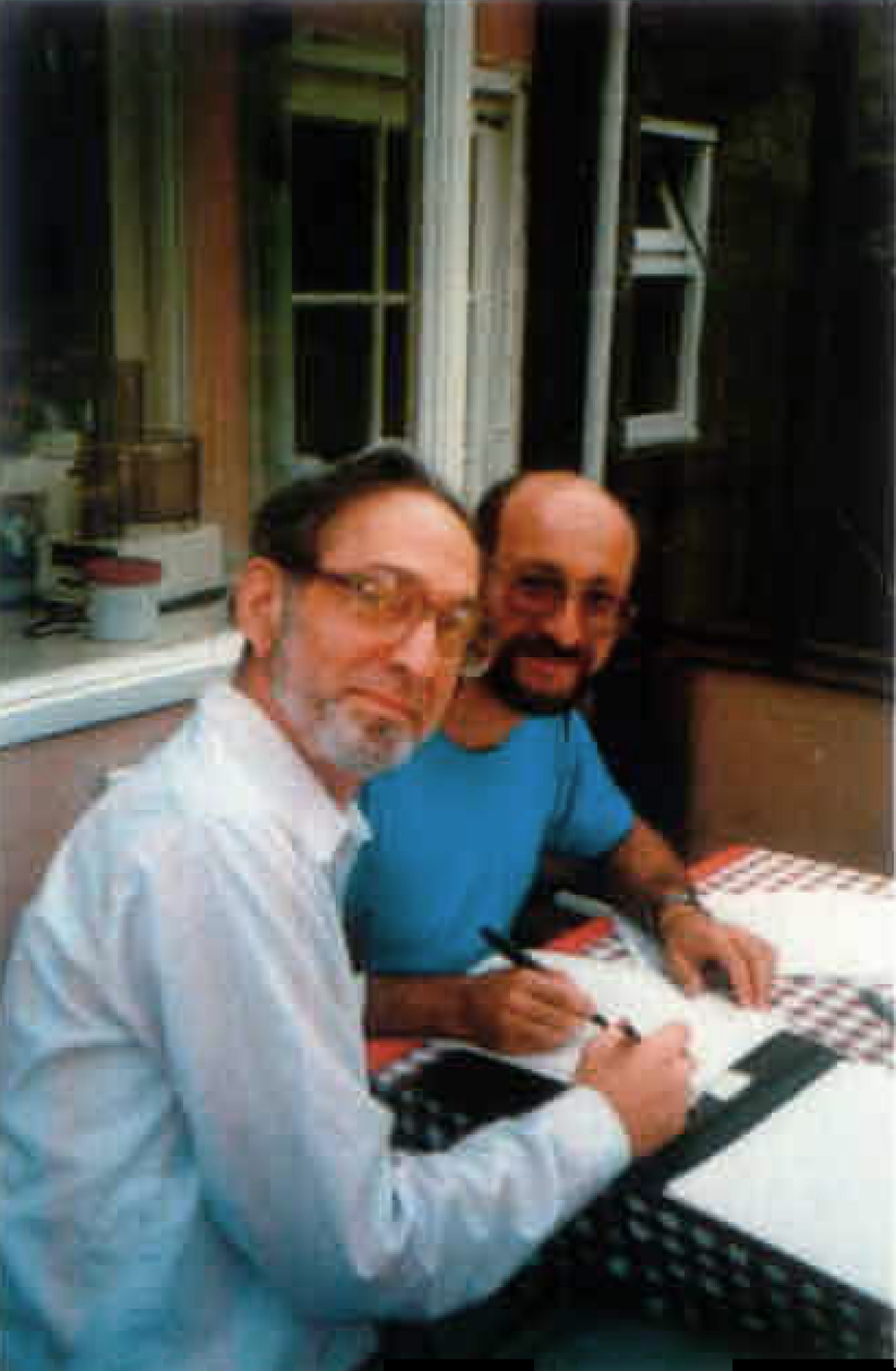
Jerome Ravetz i Silvio Funtowicz, circa 1988, a Sheffield

La ciència postnormal (CPN, PNS per les seves sigles en anglès) representa un nou enfocament de l'ús de ciència en qüestions on els "fets son incerts, els valors estan en disputa, els interessos són grans i les decisions urgents". La CPN va ser desenvolupada als 1990s per Silvio Funtowicz i Jerome R. Ravetz. Pot ser considerada com a reacció als estils d'anàlisi basats en risc i anàlisi de cost-benefici prevalents en aquella època, i com una plasmació de conceptes d'una nova "ciència crítica" desenvolupada en treballs anteriors pels mateixos autors. En un treball més recent, la ciència postnormal es descriu com "l'etapa on som avui, on totes les suposicions còmodes sobre ciència, la seva producció i el seu ús, estan en qüestió".

## Context
Segons el seu proponents Silvio Funtowicz i Jerome R. Ravetz, el nom "ciència postnormal" es fa ressò de la feina seminal en ciència moderna per Thomas Kuhn. Per Carrozza, la CPN pot ser "emmarcada en termes d'una crida a la ‘democratització de l'expertesa", i com a "reacció contra tendències de terme llarg de ‘cientificació' de polítiques—la tendència d'assignar a experts una paper clau en la creació de polítiques mentre es marginalitzen els laics". Per Mike Hulme (2007), el canvi climàtic sembla caure a la categoria de problemes que es tracten millor dins el context de la CPN i indica que "les disputes en la ciència postnormal se centren tant en el procés de la ciència - qui rep finançament, qui evalua la qualitat, qui rep atenció de la política - com en els fets de la ciència"
. Des de la perspectiva ecològica, la ciència postnormal es pot situar en el context de 'disciplines de crisi' – un terme encunyat pel biòleg de conservació Michael E. Soulé per abordar les aproximacions que adreçaven pors, sorgint als anys 70, que el món era al limit del col·lapse ecològic. En aquest sentit, Michael Egan defineix la CPN com una 'ciència de la supervivència'. Més recentment, la CPN ha estat definida com a moviment de "resistència crítica informada, reforma i creació de futurs".
Derivada de la CPN, Ziauddin Sardar va desenvolupar el concepte de Temps Postnormals (PNT per les seves sigles en anglès). Sardar era l'editor de FUTURES quan va publicar l'article "Science for the postnormal age" ("Ciència per l'era postnormal"), actualment el paper més citat de la revista. Una revisió recent de la literatura acadèmica conduïda en el Web of Science que engloba els temes de futurs, previsió i anticipació identifica el mateix article com "la publicació que va rebre el número més alt de citacions de tots els temps".

## Contingut
"Al seu naixement, la ciència postnormal va ser concebuda més aviat com un conjunt inclusiu d'idees robustes que no una teoria o pràctica plenament estructural exclusiva". Alguns de les idees que fonamenten la CPN ja es poden trobar en un text publicat al 1983 i titulat "Three types of risk assessment: a methodological analysis" ("Tres tipus de valoració de risc: una anàlisi metodològica"). Aquest i els treballs posteriors mostren que la CPN es concentra en pocs aspectes de la relació complexa entre ciència i política: la comunicació d'incertesa, la valoració de la qualitat, i la justificació i pràctica de "comunitats esteses d'iguals".
Respecte a l'esquema de la CPN (primera figura), l'eix horitzontal representa "Incerteses dels Sistemes" i el vertical "interessos de la decisió". Els tres quadrants identifiquen Ciència Aplicada, Consultoria Professional, i Ciència postNormal. La consultoría profesional queda en un terme mig: tot i que el seu treball està basat en la ciència, sempre ha de tractar amb incertesa, i els seus errors poden ser costosos o fins i tot letals. S'ha cregut alguna vegada que els problemes ambientals i polítics en general podien ser gestionats a aquest nivell, però els grans temes del canvi climàtic o la contaminació mostren que el disseny de marcs normatius i la implementació de polítiques ha de ser realitzat amb freqüència abans que tots els fets que es preveuen s'hagin mainfestat.
Estàndards de la qualitat i estils d'anàlisi diferents són apropiats a regions diferents en l'esquema, és a dir, la ciència postnormal no reclama rellevància a tota l'aplicació de la ciència, només en aquella definida pel mantra de la CPN com un repte de quatre cares: ‘fets incerts, valors en disputa, interessos grans, i les decisions urgents'. Per la ciència de recerca aplicada el propi control de qualitat per parells serà suficient (o així va ser assumit al moment en què la CPN va ser formulada en els primers anys noranta), mentre la consultoria professional va ser considerada apropiada per aquests casos que no poden ser revisats per parells, i on les habilitats i el coneixement tàcit d'un practicant es necessiten al primer pla, p. ex. en una habitació de cirurgia, o en una casa en flames. En aquests casos un cirurgià o un bomber pren una decisió tècnica difícil basada en la seva formació i apreciació de la situació (el concepte grec de ‘Metis').

## Models matemàtics
Amb relació a la creació de models matemàtics, la ciència postnormal suggereix un enfocament participatiu, on els ‘models per pronosticar i controlar el futur' són reemplaçats per ‘models que mapegin la nostra ignorància sobre el futur', en el procés explorant i revelant les metàfores incrustades en el model. En un comentari a Nature, 22 acadèmics prenen el COVID-19 com a exemple per suggerir cinc maneres per fer que els models serveixin millor a la societat. El text declara "com el funcionament de la ciència canvia quan qüestions d'urgència, interessos, valors i incertesa col·lideixen — en el règim ‘postnormal'".